# Febre paratifoide
La febre paratifoide és una malaltia  entèrica bacteriana, produïda per 3 serotips d'espècies de Salmonella,  S. Paratyphi A ,  S. Paratyphi B  i  S. Paratyphi C . El quadre clínic és similar al de la febre tifoide però es presenta generalment amb un curs més benigne.
La febre paratifoidea, en conjunt amb la febre tifoide, són considerades sota el terme més global de febre entèrica.

## Classificació
La febre paratifoide es classifica en conjunt amb la febre tifoide com una febre entèrica.
Els serotips  A,  B i  C de  S. paratyphi  donen quadres clínics similars a la febre tifoide, amb lleus diferències entre ells.

## Quadre clínic
Les característiques clíniques de la febre paratifoide són similars a la de la febre tifoide, encara que generalment es presenta amb un quadre clínic de menor intensitat i amb un període d'incubació més curt. Els serotips A o B poden manifestar-se amb icterícia, trombosi o abscés hepàtic; i també amb un quadre sistèmic. 
La  S. paratyphi B  pot produir un quadre similar a la gastroenteritis per salmonel·la no específica.
La  S. paratyphi C  no sol produir quadres gastrointestinals, i pot produir septicèmia i artritis.
La infecció per  S. paratyphi A  produeix recaigudes en un 8% dels pacients.

## Tractament
El tractament de la febre paratifoide no difereix del tractament per a la febre tifoide. inclou:
1. Repòs.
2. Mesures dietètiques.
3. Hidratació.
4. Antibiòtics: ciprofloxacina, ofloxacina, cefixima, azitromicina, ceftriaxona, cefotaxima.
5. Mesures de prevenció.[7]